# Кучвальський Віталій Павлович
Кучвальський Віталій Павлович — український радянський кінорежисер.

## Біографічні відомості
Народився 30 вересня 1907 р. в Києві. Вчився у Київському музично-драматичному інституті ім. М. В. Лисенка (1926—1928). Закінчив режисерський факультет Київського кіноінституту (1930). Працював з 1929 р. на Одеській, аз 1931 р. — на Київській кіностудії художніх фільмів.
Грав червоноармійця у кінокартині Б. Тягна «Охоронець музею» (1930).
Поставив короткометражку «Веснянка» (1936), а для кіноальманаху «Українські пісні на екрані» — «Над річкою-бережком» (1936) та «Ой, наступала та й чорна хмара» (1936, у співавт.).
Був асистентом режисера у фільмах: «Дивний сад» (1935) і «Ескадрилья № 5» (1939), режисером у стрічці «Том Соєр» (1936), 2-м режисером кінокартин: «Винищувачі» (1939, у співавт.), «Борислав сміється» (1941), «Борис Романицький» (1960).
Брав також участь як 2-й режисер у створенні стрічок: «Пісні над Дніпром» (1956) О. Мішуріна, В. Вронського та «Народжені бурею» (1958) Я. Базеляна, А. Войтецького.